# FDP-Bundesparteitag 1975
Koordinaten: 50° 0′ 8″ N, 8° 16′ 33″ O

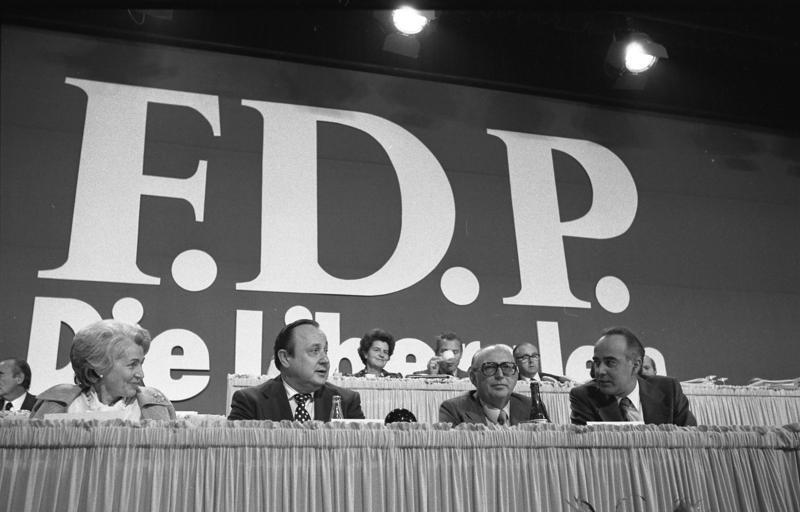
Hildegard Hamm-Brücher, Hans-Dietrich Genscher, Wolfgang Mischnick und Hans Friderichs auf dem FDP-Bundesparteitag 1975

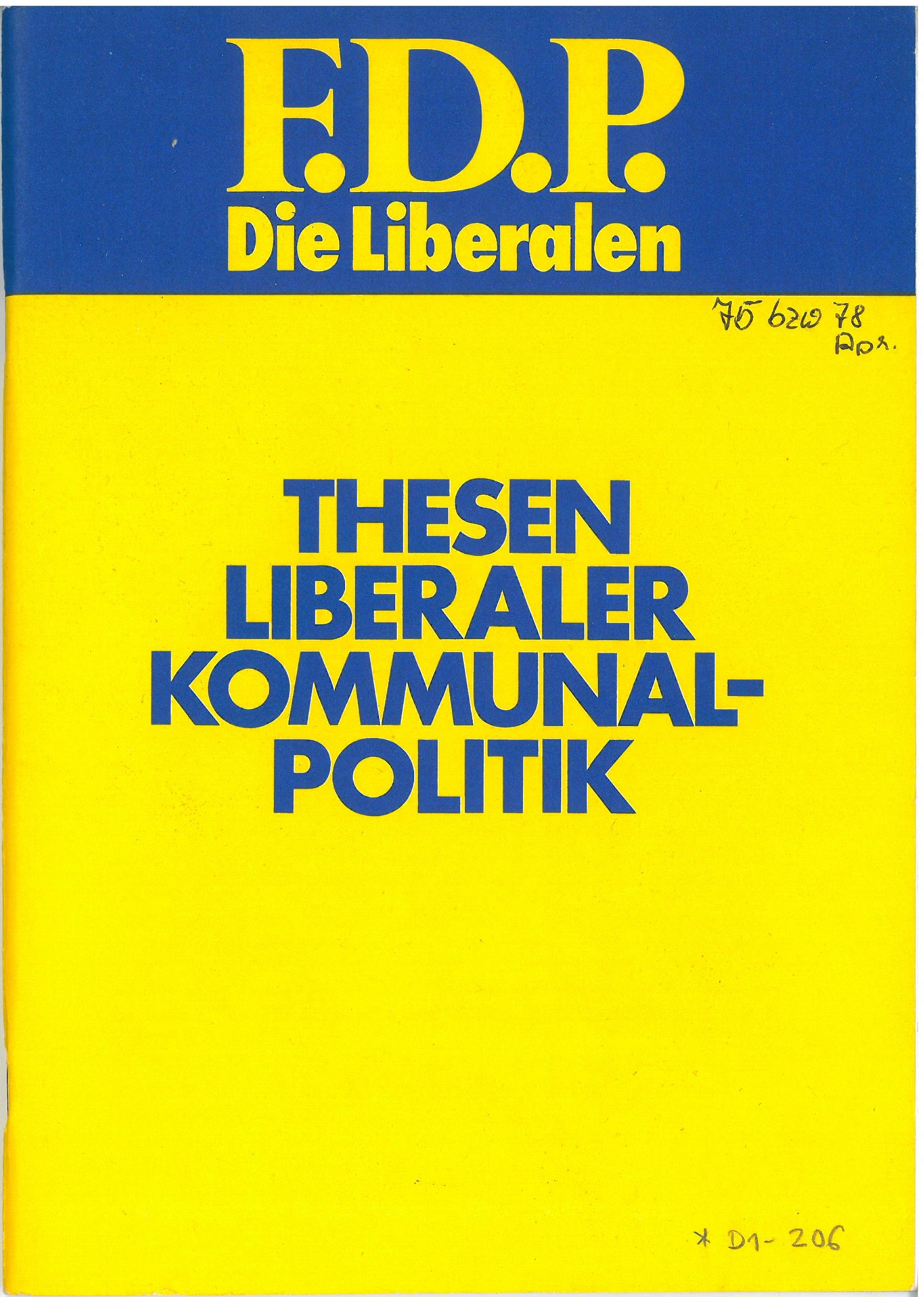
Thesen Liberaler Kommunalpolitik

Den Bundesparteitag der FDP 1975 hielt die FDP vom 27. bis 29. Oktober 1975 in der Rheingoldhalle in Mainz ab. Es handelte sich um den 26. ordentlichen Bundesparteitag der FDP in der Bundesrepublik Deutschland.

## Beschlüsse
Der Parteitag verabschiedete die „Leitlinien liberaler Europapolitik“ sowie die „Perspektiven liberaler Deutschlandpolitik“. Außerdem wurden die Teile I, II und XI der „Thesen liberaler Kommunalpolitik“ beschlossen. Auf dem Parteitag sprachen der Parteivorsitzende Bundesaußenminister Hans-Dietrich Genscher, der stellvertretende Bundesvorsitzende Bundeswirtschaftsminister Hans Friderichs sowie der Bundesinnenminister Werner Maihofer.